# Rose Stradner
Pour les articles homonymes, voir Stradner.

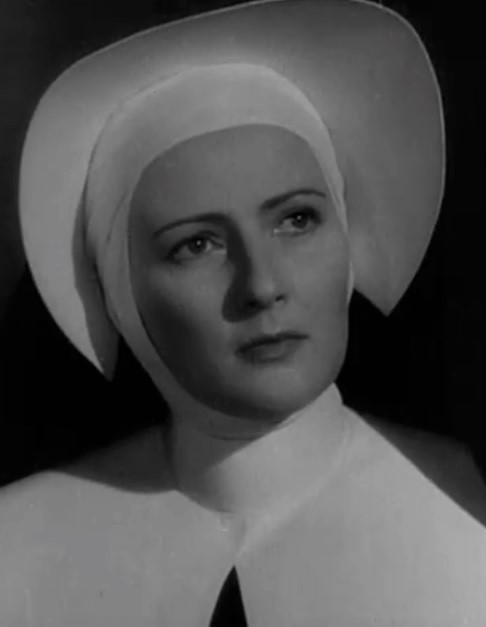
Dans Les Clés du royaume (1944)

Rose Stradner, née le 31 juillet 1913 à Vienne (Autriche ; alors Autriche-Hongrie) et morte le 27 septembre 1958 à Mount Kisco (État de New York), est une actrice d'origine autrichienne.

## Biographie
Rose Stradner fait son apprentissage du théâtre notamment à l'Académie de musique et des arts du spectacle de Vienne à la fin des années 1920. Au cours des années 1930, elle joue entre autres dans deux théâtres viennois, le Theater in der Josefstadt et le Volkstheater. En 1936, elle fuit le nazisme et s'installe aux États-Unis, avec son premier mari dont elle divorce peu après.
En 1939, elle épouse en secondes noces le futur réalisateur Joseph L. Mankiewicz (1909-1993). De leur union sont nés deux fils, Christopher (né en 1940) et Tom (1942-2010), ce dernier connu comme scénariste.
Au cinéma, Rose Stradner fait d'abord carrière en Europe, où elle apparaît dans dix films (majoritairement allemands), les deux premiers sortis en 1933. Suivent par exemple So endete eine Liebe de Karl Hartl (film allemand, 1934, avec Paula Wessely et Willi Forst) et Les Cent Jours de Giovacchino Forzano (film italien, 1936, avec Corrado Racca interprétant Napoléon Bonaparte, elle-même personnifiant Marie-Louise d'Autriche).
Dans son pays d'adoption, elle contribue à trois films américains, Le Dernier Gangster d'Edward Ludwig (1937, avec Edward G. Robinson et James Stewart), L'Étrange Rêve de Charles Vidor (1939, avec Chester Morris et Ralph Bellamy) et Les Clés du royaume de John M. Stahl (1944, avec Gregory Peck et Thomas Mitchell), pour son ultime rôle au grand écran.
À la télévision américaine, son unique prestation est dans un épisode, diffusé en 1953, de la série Suspense.
Confrontée à la dépression et à l'alcoolisme, Rose Stradner se suicide en 1958 (à 45 ans) par absorption de barbituriques, laissant veuf son second époux.

## Filmographie complète

### Cinéma

#### Période européenne
(films allemands, sauf mention contraire)
- 1933 : Un certain M. Gran (Ein gewisser Her Gran) de Gerhard Lamprecht : Bianca
- 1933 : Hochzeit am Wolfgangsee d'Hans Behrendt : Rosl
- 1934 : So endete eine Liebe de Karl Hartl : Maria Ludovica
- 1935 : Les Cent Jours (Campo di maggio) de Giovacchino Forzano (film italien) : Marie-Louise d'Autriche
- 1935 : Hundert Tage de Franz Wenzler (film germano-italien, version allemande de Les Cent Jours précité) : Marie-Louise d'Autriche
- 1935 : Nacht der Verwandlung d'Hans Deppe : Maria
- 1935 : Der Mann mit der Pranke de Rudolf van der Noss : Lena Kröning
- 1936 : Le Postillon de Lonjumeau (Der Postillon von Lonjumeeau) de Karel Lamač (film austro-suisse) : Madeleine
- 1936 : Diener lassen bitten d'Hans H. Zerlett : Mary
- 1936 : Stadt Anatol de Victor Tourjanski : Sonja Yvolandi

#### Période américaine
- 1937 : Le Dernier Gangster (The Last Gangster) d'Edward Ludwig : Talya Krozac
- 1939 : L'Étrange Rêve (Blind Alley) de Charles Vidor : Doris Shelby
- 1944 : Les Clés du royaume (The Keys of the Kingdom) de John M. Stahl : la révérende mère Maria-Veronica

### Télévision
- 1953 : Suspense (série), saison 6, épisode 2 Reign of Terror : la condamnée à mort